# Barghest
Le Barghest, Bargtjest, Bo-guest ou Bargest est le nom donné dans le nord de l'Angleterre, en particulier dans le Yorkshire, à de légendaires chiens noirs monstrueux dotés d'énormes dents et de griffes comparables.

L'un d'entre eux apparaîtrait fréquemment près d'une gorge calcaire nommée Troller's Gill. Il existe aussi une légende traitant d'un Barghest entrant dans la ville de York de temps en temps pour se jeter sur les voyageurs seuls qui arpentent les Snickelways dans la ville. Ce spectre est également censé être apparu dans la ville historique de Whitby, dans le Yorkshire.
L'étymologie du mot barghest est contestée. Dans le nord de l'Angleterre, ghost(fantôme) était autrefois prononcé guest. On juge donc que le mot vient de burh-ghest : ville-fantôme. D'autres expliquent que l'allemand Berg-geist (montagne-esprit), ou geist Bär (ours-esprit), en allusion à sa prétendue apparition à certains moments comme un ours. Une autre dérivation est évoquée : Bier-Geist, ou « l'esprit de la bière funéraire ».

## Le Barghest dans la culture populaire
Beaucoup d'histoires évoquent un Barghest, et peut-être plus particulièrement Le Chien des Baskerville, dont l'apparence fantomatique est caractéristique des chiens noirs. Voir le Chien noir (fantôme) pour plus de détails.
Les chiens nommément désignés comme Barghest apparaissent dans le texte suivant :

### Littérature
- Dans le roman de Bram Stoker, en arrivant à Whitby à bord du navire Demeter, Dracula prend la forme d'un gros chien sombre et féroce. Le Barghest fait partie du folklore de Whitby, et peut fort bien avoir été l'inspiration de Stoker.
- Également inspiré par cette légende, le Barghest apparaît dans le livre pour enfants The Whitby Witches de Robin Jarvis.
- Dans la série de romans Au Service Surnaturel de Sa Majesté (The Rook en version originale), les Barghests sont les agents de la Checquy (une institution secrète équivalente au MI5 et chargée des affaires paranormales menaçant la sécurité des citoyens britanniques) chargés des missions les plus dangereuses (c'est-à-dire affronter les plus terrifiantes des créatures surnaturelles peuplant le Royaume-Uni), étant de ce fait l'équivalent des SAS et représentant l'élite de l'élite de la Checquy.
- Dans Les Sorcières de Roald Dahl, la Barghest est toujours de sexe masculin.
- L'éditeur de bande dessinée Barghest Entertainment tire son nom du légendaire démon-chien.
- Dans la série de romans l'Épouvanteur, les Barghest sont des élémentaux de la terre, prenant l'apparence de gros chiens noirs.
- Dans la série de light-novels Overlord, le Barghest est un loup noir cornu dont le corps surdimensionné est cerclé par une chaine.

### Cinéma et télévision
- Le Barghest est le principal méchant dans la série télévisée pour enfants Roger and the Rottentrolls, qui se déroule dans Troller's Gill.
- Dans le téléfilm de 1978 Devil Dog: Hound of Hell, il existe un Barghest nommé Lucky.
- Un épisode de la série dramatique de la BBC, Dalziel et Pascoe, tourne autour d'une maison située dans le parc national North York Moors, sur une parcelle nommée « Le Barguest », dont le symbole est un grand chien noir.
- Le barghest est le nom donné à une espèce de Star Wars.

### Musique
Les Barghest apparaissent dans :
- Barghest de Patrick Wolf.
- La chanson Barghest vs Aged.A du groupe de rock psychédélique de Arrowe Hill.
- The Barghest O' Whitby du groupe de Doom Métal My Dying Bride sur l'EP éponyme sorti en 2011 et repris sur la compilation The Vaulted Shadows en 2014.

### Jeux vidéo
Dans le Seigneur des Anneaux en ligne (LOTRO), on peut croiser des Barghest dans la région des galgals qui se situe à l'ouest de Bree. on peut aussi en rencontrer dans les champs de Fornost (Ouest des hauts du nord).
Ils ont une apparence sinistre et poussent des hurlements effrayants.
Il fait aussi partie du début de The Witcher dans lequel il apparaît comme un « chien fantôme » à l'apparence terrifiante, entouré d'un halo vert.
Dans le jeu sur Playstation 3 "Folklore", le Bhargest est un folk imposant du Royaume Faerie invulnérable à la plupart des attaques qui barre le passage vers le point de sauvegarde de la Forêt de Gesh.
Dans Cyberpunk 2077, le Barghest est la milice formée par le colonel Kurt Hansen. Cette faction apparaît pour la première fois avec l'extension Phantom Liberty.

## Sources
- Jeffrey Shaw, Whitby Lore and Legend, (1923)
- Wirt Sikes, British Goblins (1880), Notes and Queries, première série, ii. 51;
- Joseph Ritson, Fairy Tales (Londres, 1831), p. Joseph Ritson, Fairy Tales (1831), p. 58;
- Lancashire Folklore (1867)
- Joseph Lucas, Studies in Nidderdale (Pateley Bridge, 1882).